# Фотий (Романовский)
Архимандрит Фотий (в миру Аркадий Александрович Романовский; 1822, Москва — 18 октября 1861) — архимандрит Русской православной церкви, член духовно-цензурного комитета в Петербурге.

## Биография
Родился в 1822 в Москве в семье священника.
В 1842 году окончил Московскую духовную семинарию и поступил в Московскую духовную академию.
1 августа 1843 года во время обучения в Академии постригся в монашество с именем Фотий, 8 августа рукоположён в иеродиакона, 9 июля 1846 года — в иеромонаха.
По окончании академического курса в 1846 году поступил в Тверскую духовную семинарию наставником по догматическому богословию и помощником инспектора.
В 1850 году был перемещён в Новгородскую духовную семинарию помощником ректора и учителем, а в 1851 году сделан инспектором семинарии.
29 мая 1853 года возведён в сан архимандрита.
28 октября того же года архимандрит Фотий был назначен на должность ректора Полоцкой духовной семинарии, и на него возложены обязанности члена консистории, благочинного монастырей и ревизора подведомых семинарии училищ.
С 10 ноября 1855 года архимандрит Фотий проходил те же, что и в Полоцке, должности в Орле, а в 1858 года назначен членом духовно-цензурного комитета в Петербурге.
В 1861 года он был назначен настоятелем Домницкого (Думницкого) монастыря Черниговской епархии, но в том же году просил увольнения на покой и скончался накануне состоявшегося определения о его отставке. Обширную библиотеку свою он пожертвовал в новгородскую семинарию.